# Hilmar Bech
Jegvan Hilmar Bech (kendt som Hilmar Bech, født 19. juli 1933 i Porkeri, død 18. august 2016) var en færøsk lærer og politiker (Javnaðarflokkurin). Han blev uddannet lærer fra Haslev Seminarium fra 1958, og har arbejdet som lærer i Vágur 1958–1959, og derefter i Porkeri indtil 1999. Hans forældre var Johanna f. Jensen fra Strendur og Jacob Bech fra Porkeri. I starten af 1960'erne skrev han en del af Porkeris bygde- og maritime historie. Han arbejdede også for at få rejst en mindesmærke i Porkeri til minde om personer fra Porkeri som døde på havet, den blev rejst i 1967. Han var degn i Porkeri Kirke i 43 år og fik fortjenstmedalje fra dronningen for dette. Han var gift med Kristina f. Samuelsen fra Tjørnuvík, de fik to børn sammen: Johanna f. 1958 og Dann f. 1967
Han var kommunestyremedlem i Porkeris kommune 1962–1966. Bech har også haft mange andre offentlige tillidsposter. Han repræsenterede Javnaðarflokkurin i Lagtinget fra 1970–1984, var valgt ind fra Suðuroy. Lagtingsformand 1979–1980. Bech var vicerepræsentant til Lagtinget 1984–1990. Han var lagtingsmedlem, da en ny færge, Smyril, blev købt til ruten mellem Tórshavn og Suðuroy. Der var tale om den forhenværende Morten Mols, som blev købt til formålet, Morten Mols havde før tilhørt Mols-Linien. Færgen var et stort fremskridt, da den forkortede turen og havde plads for flere passagerer og biler, denne færge seljede på ruten mellem Suðuroy og Tórshavn indtil en ny blev bygget og sat ind på ruten i 2005.